# Ruiya
Ruiya là một thị trấn thống kê (census town) của quận North Twentyfour Parganas thuộc bang Tây Bengal, Ấn Độ.

## Nhân khẩu
Theo điều tra dân số năm 2001 của Ấn Độ, Ruiya có dân số 10.703 người. Phái nam chiếm 52% tổng số dân và phái nữ chiếm 48%. Ruiya có tỷ lệ 65% biết đọc biết viết, cao hơn tỷ lệ trung bình toàn quốc là 59,5%: tỷ lệ cho phái nam là 71%, và tỷ lệ cho phái nữ là 58%. Tại Ruiya, 12% dân số nhỏ hơn 6 tuổi.